# Bruno Delbonnel
Bruno Delbonnel (ur. 1957 w Nancy) – francuski operator filmowy.
Delbonnel w 1978 ukończył École supérieure d'études cinématographiques w Paryżu. Współpracował m.in. z takimi reżyserami jak Tim Burton, Aleksandr Sokurow czy bracia Coen. Był czterokrotnie nominowany do Oscara, dwukrotnie do BAFTA. W 2001 za zdjęcia do Amelii otrzymał nagrodę Europejskiej Akademii Filmowej, a w 2004 przyznano mu Cezara za pracę przy Bardzo długich zaręczynach. Dwukrotnie został nagrodzony podczas festiwalu Camerimage, w 2007 – Srebrną, a w 2013 – Brązową Żabą.

## Filmografia
- 2001: Amelia (Le Fabuleux Destin d'Amélie Poulain) – nagroda EFA, nominacja do nagrody BAFTA
- 2004: Bardzo długie zaręczyny (Long dimanche de fiançailles) – Cezar, nominacja do Oscara
- 2006: Bez skrupułów (Infamous)
- 2007: Across the Universe
- 2009: Harry Potter i Książę Półkrwi ( Harry Potter and the Half-Blood Prince) – nominacja do Oscara
- 2011: Faust – nominacja do nagrody EFA
- 2012: Mroczne cienie (Dark Shadows)
- 2013: Co jest grane, Davis? (Inside Llewyn Davis) – nominacje do Oscara i BAFTA
- 2014: Wielkie oczy (Big eyes)
- 2016 Osobliwy dom pani Peregrine